# Mistelkaktus
Mistelkaktus (Rhipsalis cereuscula) är en epifytisk art av kaktus från Bolivia, Paraguay, Uruguay, södra Brasilien och Argentina. Den odlas som krukväxt i Sverige och är en av de finast blommande arterna.
Buskiga plantor till 60 cm med vanligen hängande stammar. Bildar cylindriska långskott som mot spetsarna bär rikt förgrenade kvastar av diffust fyr- till femkantiga kortskott. Areoler med 2-4 små borst. Blommorna kommer i kortskottens spetsar, de klocklika och vita, 1-2 cm vida. Frukterna är vita.
Lättodlad krukväxt som skall placeras i ljust under hela året, men skyddas mot stark sol. Jorden bör vara väldränerad, gärna med inblandning av leca eller orkidébark. Riklig vattning under vår och sommar, sparsamt vintertid. Ge kvävefattig gödning i små doser. Övervintras svalt och torrt under november-mars. Temperaturen bör ligga på 10°C. Utan sval vintervila blommar inte kaktusen. Blommar vanligen i början av året.

## Synonymer
- Hariota cereuscula Kuntze 1891
- Erythrorhipsalis cereuscula (Haw.) Volgin 1981
- Hariota saglionis Lem. 1838
- Rhipsalis saglionis (Lem.) Otto 1843
- Rhipsalis brachiata W.J.Hooker 1843
- Rhipsalis penduliflora N.E.Brown 1877
- Hariota penduliflora (N.E.Brown) Kuntze 1891
- Rhipsalis simmleri Beauverd 1907
- Rhipsalis saglionis var. rubrodisca Loefgr. 1915
- Rhipsalis cereuscula var. rubrodisca (Loefgr.) Castell. 1940